# Самоскид

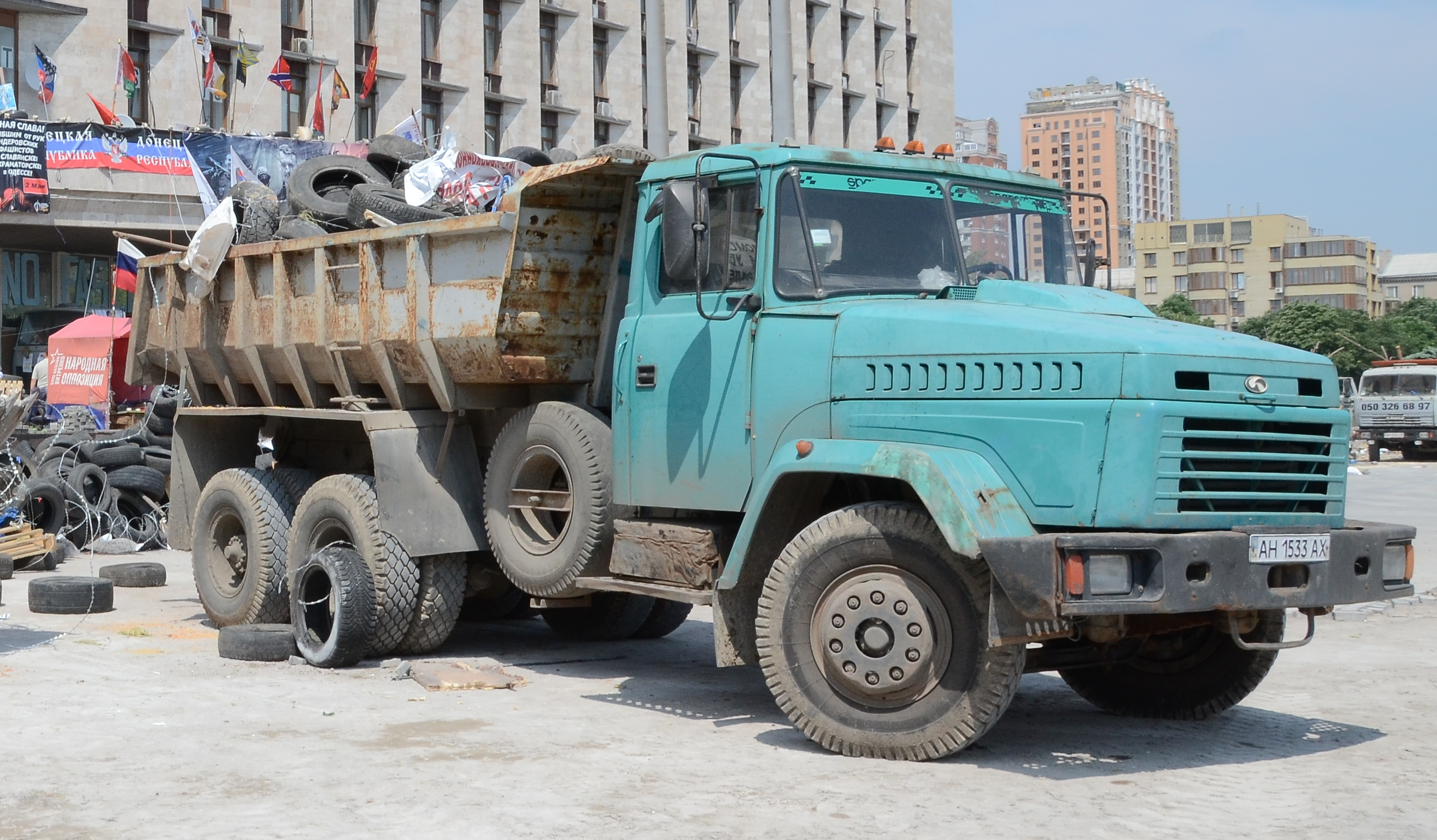
Самоскид КрАЗ-6510

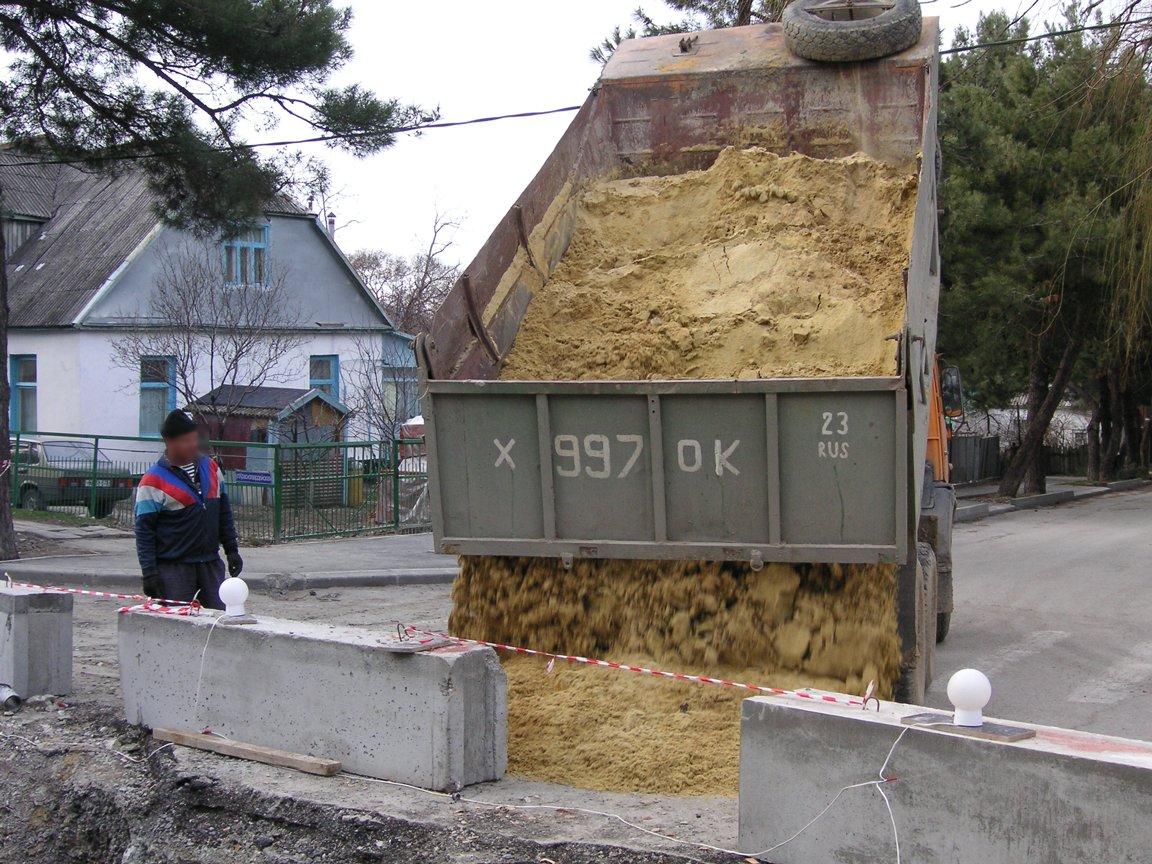
Вивентаження піску з самоскида

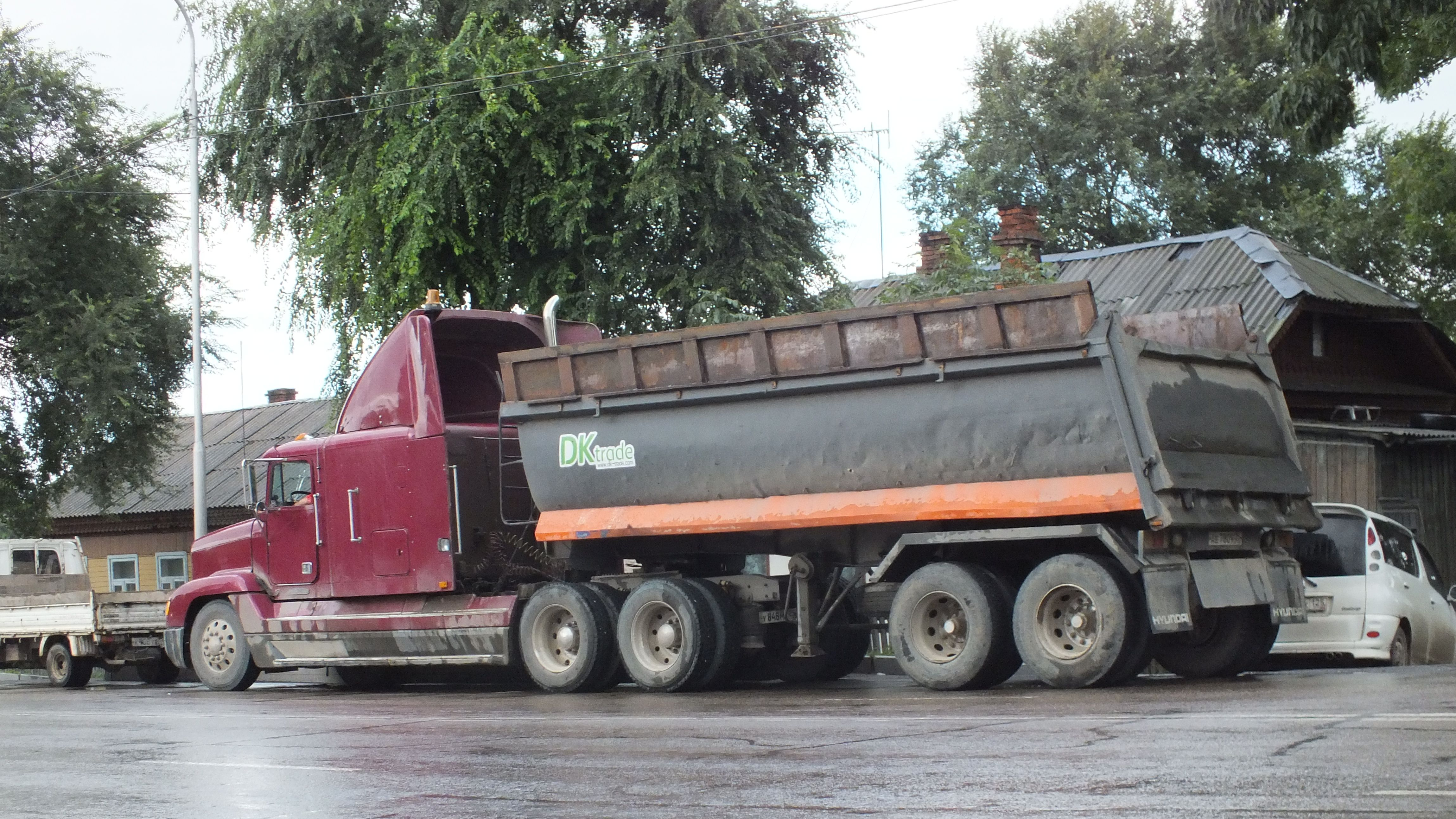
Самоскидний напівпричіп

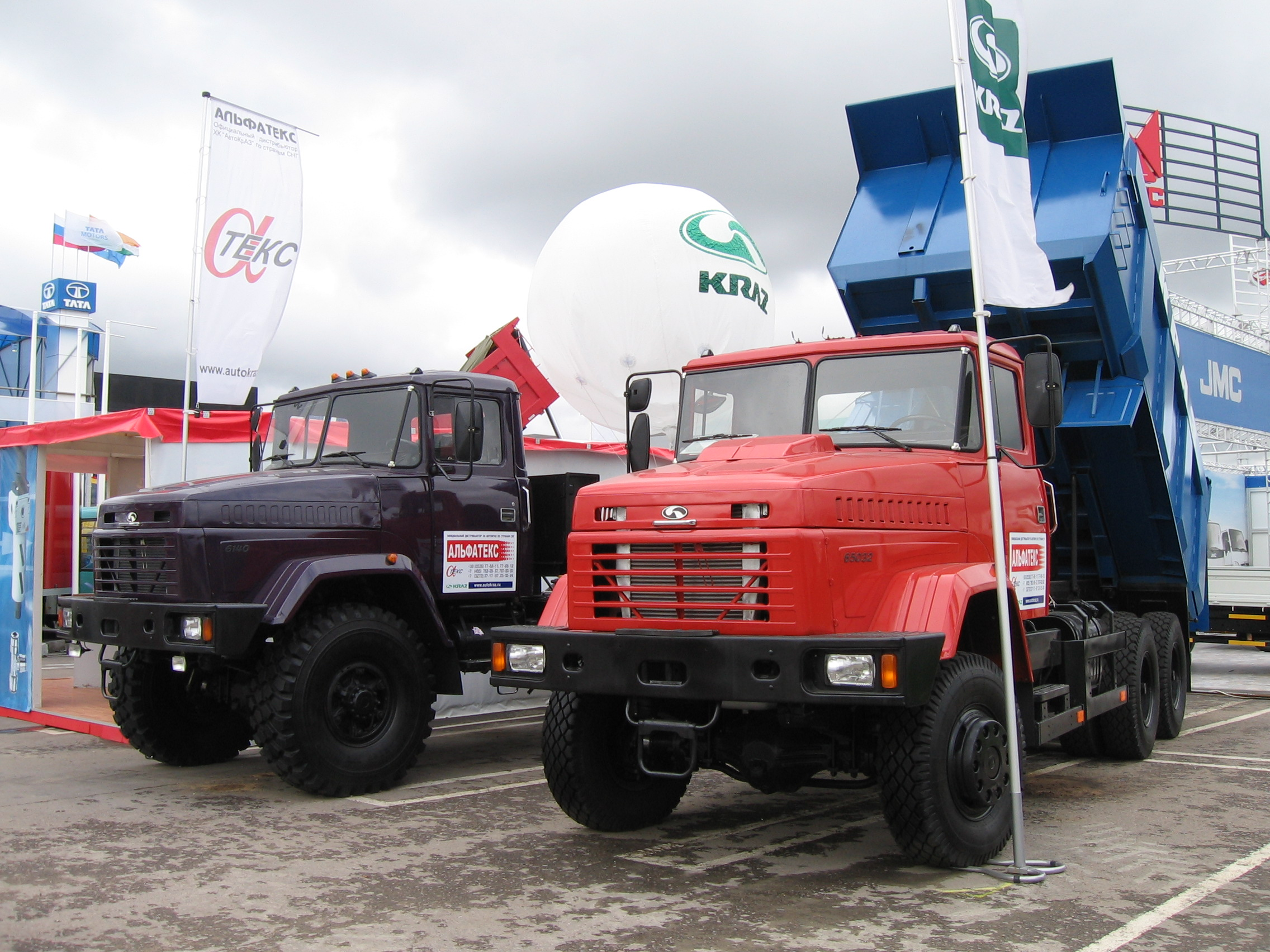
Самоскид КрАЗ

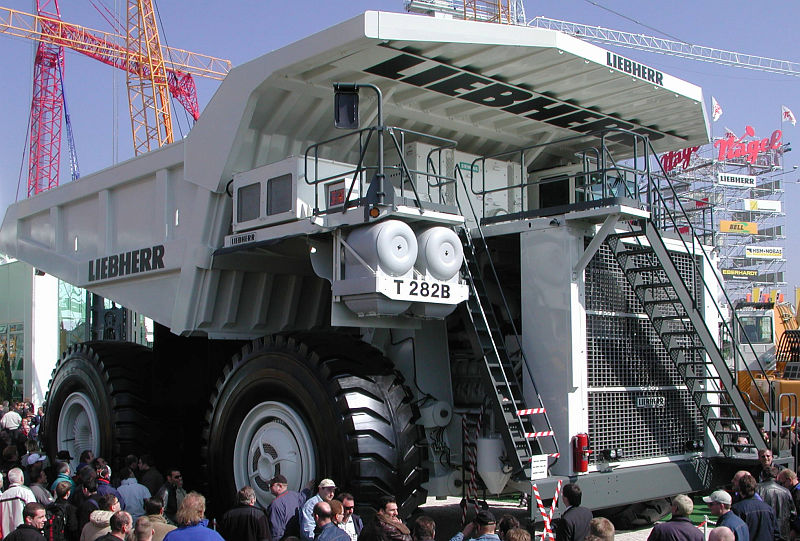
Автосамоскид Liebherr T 282B, вантажопідйомністю 363 тони.

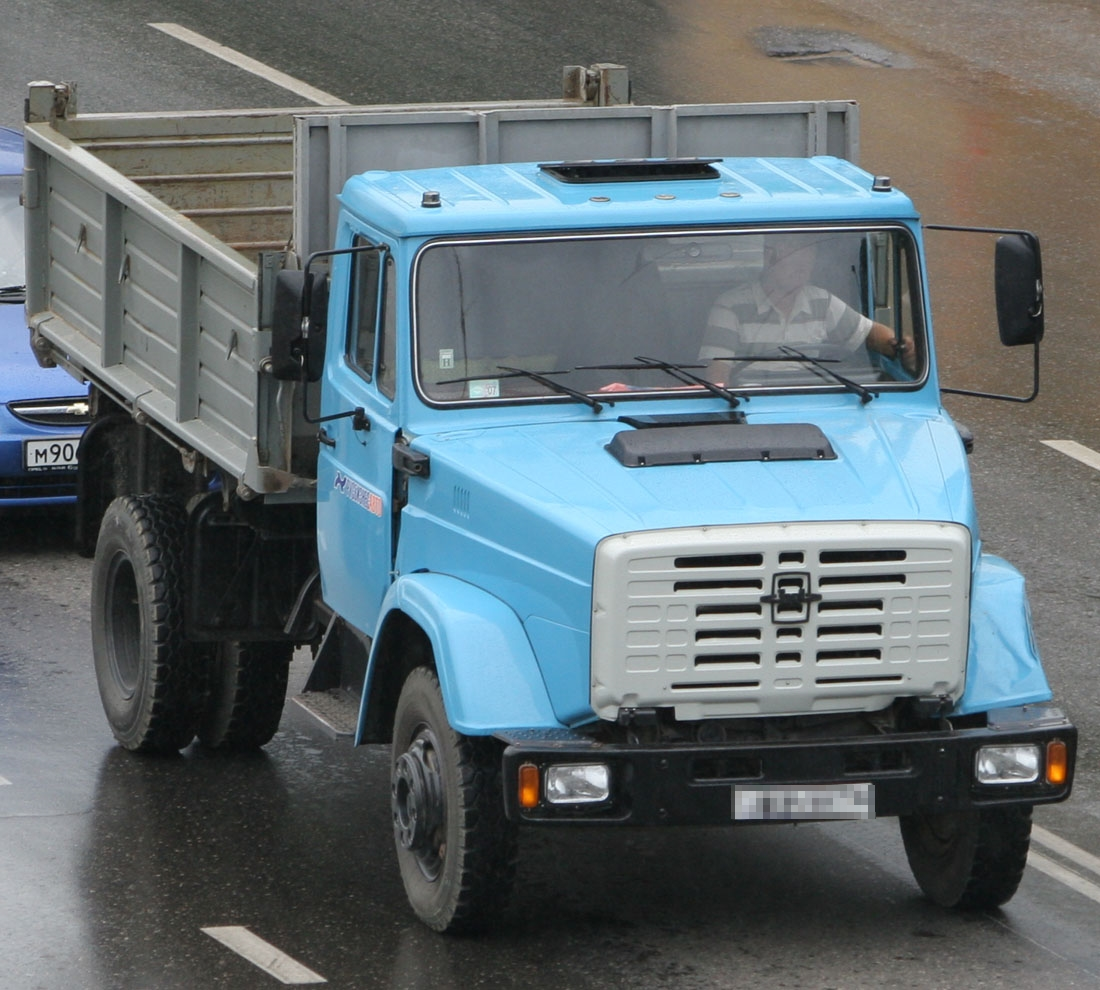
Самоскид ЗІЛ-ММЗ-4506

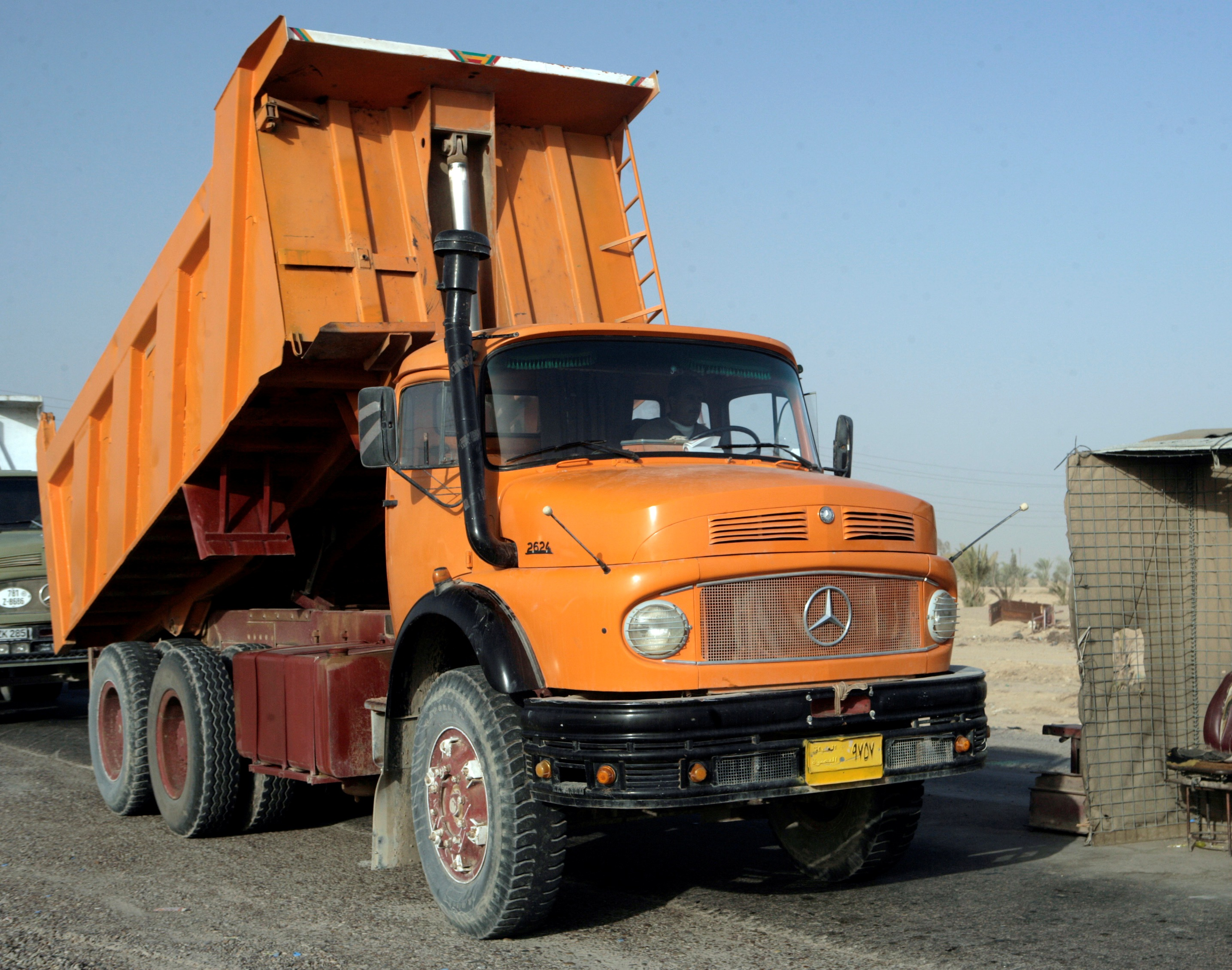
Самоскид Mercedes-Benz 2624

Самоскѝд — вантажний автомобіль з кузовом, що механічно (як правило, гідравлічно) нахиляється для вивантаження вантажу.

## Історія
Як вважається, ідея воза зі нахиленням кузова виникла наприкінці XIX століття в Західній Європі. У 1896 році компанія Thornycroft розробила паровий сміттєвоз з перекидальним механізмом. У Сполучених Штатах перші самоскиди були розроблені маленькими фірмами (зокрема, The Fruehauf Trailer Corporation, Galion Buggy Co. та Lauth-Juergens) близько 1910 року. Невдовзі Wood Hoist Co. запропонувала самоскиди з гідравлічним підйомом. Ці компанії пережили розквіт під час Першої Світової війни завдяки підвищеному попиту на таку техніку. Після війни Август Фругауф активно впроваджував гідравліку на своїй продукції, у тому числі й на самоскидах, його фірма Fruehauf Trailer Corporation стала першим виробником самоскидів-напівпричепів, її знамениті «корита» (bathtub dump) високо цінувалися великовантажниками, дорожньобудівельними і гірничими фірмами.

## Загальний опис
Самоскиди застосовуються для перевезення навалювальних чи сипких, або інших вантажів, придатних для такого вивантаження, яке проводиться за допомогою їх перекидання з кузова.
Хоча вантажопідйомність самоскида менша, ніж у аналогічної вантажівки з фіксованою вантажною платформою, проте самоскиди вигідні через скорочення часу на розвантаження.
Перекидання платформи кузова здійснюється вбік і назад найчастіше гідравлічним пристроєм, який приводиться в дію від двигуна самоскида. Застосовують самоскиди при земляних роботах, відкритій розробці корисних копалин тощо.